# Gemma Marlborough
La "gemma Marlborough" è un cammeo di onice inciso che raffigura una cerimonia di iniziazione di Amore e Psiche. Era la gemma più famosa e preziosa della collezione (ereditata per matrimonio nel 1762 e progressivamente ampliata) di George Spencer, IV duca di Marlborough. Attualmente è conservata al Boston Museum of Fine Arts, dove viene definita Cammeo col Matrimonio di Amore e Psiche, o un rito di iniziazione,.

## Descrizione

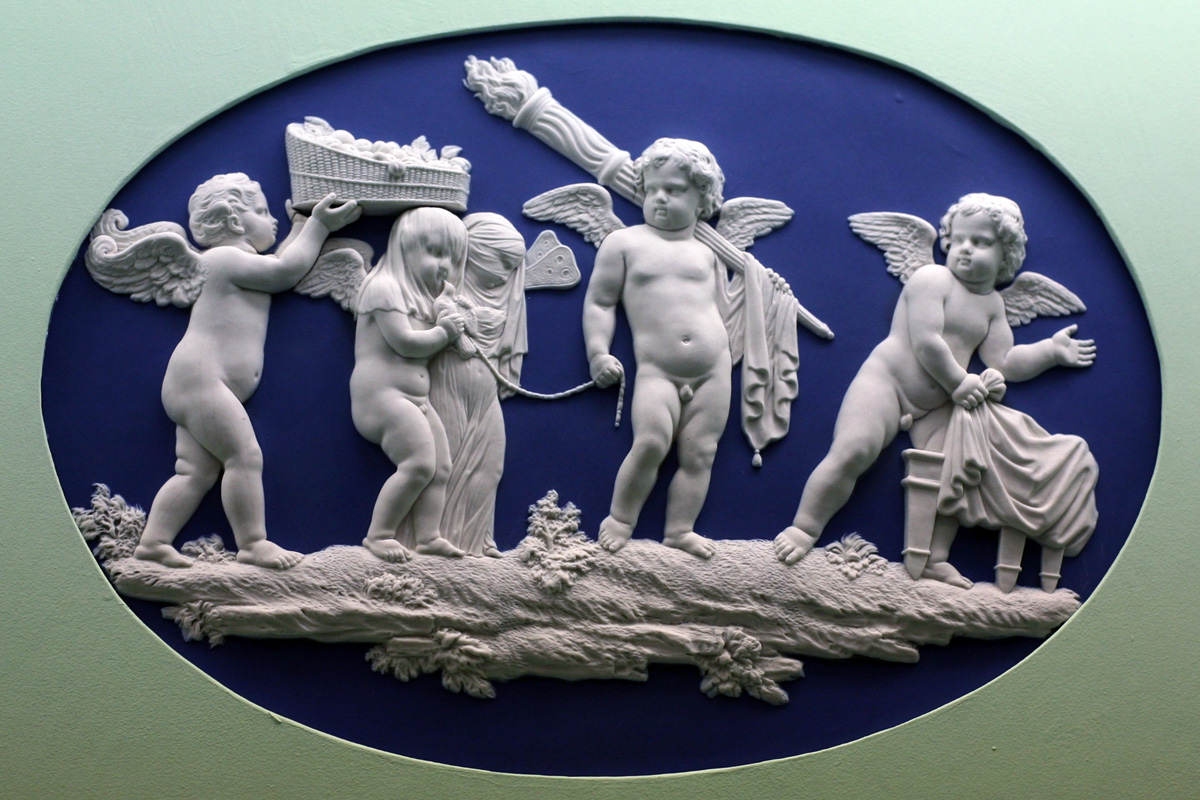
Il Matrimonio di Cupido e Psiche (c. 1773), un jasperware realizzato da Wedgwood basato sulla Marlborough, oggi al Brooklyn Museum.

Nell'incisione, Cupido e Psiche sono raffigurati come putti velati accompagnati da altri putti, uno dei quali tiene sopra la loro testa un cesto pieno di melograni, simboli di fertilità e di vita coniugale. Il cammeo è firmato Tryphon, e venne realizzato probabilmente nel corso del I secolo d.C. anche se la sua data è stata oggetto di discussione in quanto conservato in una scatola apposita realizzata nel XVI secolo. La gemme venne donata da Peter Paul Rubens, il quale dichiarò di amarla su tutti i prodotti dell'antichitià, a Thomas Howard, XXI conte di Arundel, nel XVII secolo.
Dverse fonti del XVIII secolo riportano come Luigi XIV di Francia fosse stato pronto a offrire l'equivalente di 4000 sterline nel secolo precedente per avere questa gemma nella sua collezione. Il soggetto venne raffigurato nel XVI secolo dall'architetto e appassionato di antichità Pirro Ligorio, ritrovato tra le carte di Rascas de Bagarris come riportato da Jacob Spon. Il disegno della gemma venne ripresa da Theodorus Netscher e poi incisa da Bernard Picart per il Gemmae antiquae caelatae di Philipp von Stosch del 1724
Giunta nella collezione Marlborough, la gemma venne spesso ridisegnata da altri artisti: Giovanni Battista Cipriani dipinse una versione della gemma, Francesco Bartolozzi ne ricavò un'incisione, James Tassie ne realizzò una copia su una base di pasta di vetro colorata, e ne venne realizzato un bassorilievo, poi realizzato in scala più grande da John Flaxman; entrambe le versioni ricavate vennero realizzate su sfondo azzurro dal laboratorio Wedgwood & Bentley con la tecnica del jasperware; la 'Marlborough Gem' apparve per la prima volta nel catalogo di Wedgwood del 1779. Questo bassorilievo, in forma di cammeo, apparve su diversi mobili parigini o londinesi dell'epoca, oltre ad apparire su diversi camini. Il tema divenne così noto che il caricaturista James Gillray ne realizzò una parodia nel 1797 per ironizzare sul matrimonio tra Lord Derby e l'attrice Elizabeth Farren da lungo tempo rimandato.
Fu il VII conte di Marlborough a vendere la gemma assieme alle altre della sua collezione di famiglia tramite Christie Manson & Wood, London nel 1875. La collezione, in un singolo lotto, fruttò 35.000 sterline e se la aggiudicò David Bromilow di Bitteswell Hall, Leicestershire, che mantenne intatta la sua collezione; quando sua figlia successivamente vendette la collezione col resto dei gioielli di famiglia a Christie's nell'asta del 26–29 luglio 1899, il solo cammeo venne venduto a 2000 sterline. Ad oggi la collezione è andata dispersa, con molti pezzi in musei americani.